# Claudio Fonteles
Claudio Lemos Fonteles GOMM (Rio de Janeiro, 11 de outubro de 1946) é um professor e jurista brasileiro. Foi procurador-Geral da República do Brasil entre 30 de junho de 2003 e 29 de janeiro de 2005.

## Carreira

### Formação acadêmica e docência
Claudio Fonteles graduou-se em direito pela Universidade de Brasília (UnB) em 1969, e na mesma universidade concluiu o mestrado em 1983.
Exerceu o magistério por quase 40 anos, primeiro como professor de inglês no ensino fundamental (1966-68), depois como professor de direito penal e direito processual penal (1971-2002), na UnB, no UniCeub, na Escola Superior da Magistratura do Distrito Federal e na Fundação Escola Superior do Ministério Público do DF e Territórios. Também lecionou a doutrina social da Igreja no curso de teologia da Arquidiocese de Brasília.

### Ministério Público Federal
Sua primeira passagem pelo Ministério Público foi como assessor jurídico. Em 1973, tornou-se membro da instituição ao ser aprovado no concurso público para o cargo de procurador da República.
Indicado pelo presidente Luiz Inácio Lula da Silva a partir da lista tríplice eleita pelos membros do Ministério Público para a função de procurador-geral da República, tomou posse no dia 30 de junho de 2003 e desempenhou um mandato de dois anos. Em 2004, foi admitido pelo presidente Lula ao grau de Grande-Oficial especial da Ordem do Mérito Militar.
Aposentou-se do Ministério Público em 15 de agosto de 2008.

### Política
Em sua juventude, Fonteles atuou politicamente como secundarista e universitário, tendo sido membro da Ação Popular (AP), movimento estudantil ligado à esquerda cristã que comandou a União Nacional dos Estudantes (UNE) na década de 60 .
Após sua aposentadoria como subprocurador-geral da República, Fonteles integrou a Comissão Nacional da Verdade (CNV) de maio de 2012 a 17 de junho de 2013, quando renunciou ao cargo. Foi o segundo coordenador da Comissão, de setembro de 2012 a fevereiro de 2013.
Em 2017, junto ao professor Marcelo Neves, apresentou pedido de impeachment do ministro Gilmar Mendes, do Supremo Tribunal Federal (STF), acusando-o de praticar atividade político-partidária, o que é vedado a magistrados.